# Entoderm
Entoderm nebo také endoderm je vnitřní zárodečný list, vznikající během embryogeneze. Vzniká imigrací buněk do vnitřního prostoru gastruly.
Entoderm se zpočátku skládá ze zploštělých buněk, které se postupně řadí do sloupců.

## Tkáně vznikající z entodermu
Z entodermu se vyvíjí epitel trávicí soustavy (vyjma části úst, hltanu a řiti). Také z něj vznikají buňky lemující obě žlázy, které jsou otevřeny do trávicí soustavy (játra, slinivka břišní), epitel Eustachovy trubice, část středního ucha, epitel průdušnice, průdušky a plicních alveol, povrch močového měchýře a části močové trubice.